# Stiphrolamyra apicalis
Stiphrolamyra apicalis là một loài ruồi trong họ Asilidae. Stiphrolamyra apicalis được Curran miêu tả năm 1927. Loài này phân bố ở vùng nhiệt đới châu Phi.